# Robin Hood Foundation
Die Robin Hood Foundation ist eine gemeinnützige Stiftung, die sich zum Ziel gesetzt hat, die Folgen durch Armut in New York City zu lindern. Fortune schrieb am 8. September 2006: „... eine der innovativsten, einflussreichsten und menschenfreundlichsten Organisationen unserer Zeit“.

Die Robin Hood Foundation hat eine Vorreiterrolle in der so genannten „Venture Philanthropie“. Jede Mittelverwendung wird auf ihren Erfolg überprüft. Programme, die sich als ineffektiv herausstellen, werden umgehend gestoppt.

„Robin Hood was a pioneer in what is now called venture philanthropy, or charity that embraces free-market forces. An early practitioner of using metrics to measure the effectiveness of grants, it is a place where strategies to alleviate urban poverty are hotly debated, ineffectual plans are coldly discarded, and its staff of 66 hatches radical new ideas“

Die Stiftung wurde im Jahr 1988 nach einer Idee des Hedge-Fonds-Managers Paul Tudor Jones gegründet. Dem Vorstand der Stiftung gehörten unter anderem Jeffrey R. Immelt, Diane Sawyer, Harvey Weinstein, Lloyd Blankfein von Goldman Sachs und Gwyneth Paltrow an. Richard Fuld war Mitglied im Verwaltungsrat. Weltbekannte Bands wie die Rolling Stones und The Who unterstützen das Projekt durch Wohltätigkeitskonzerte.

## Grundsätze
- 100 Prozent der Spendengelder werden zur Hilfe von armen New Yorkern eingesetzt
- Die Ursache der Armut muss an ihren Wurzeln bekämpft werden
- Kontinuierliche Überprüfung der Ergebnisse aller Projekte und Förderung der besten unter ihnen[4]

## Programme
Die Robin Hood Foundation arbeitet mit mehr als 200 lokalen gemeinnützigen Organisationen und Projekten in New York City zusammen. Ein bekanntes gemeinschaftliches Projekt ist der „9/11 Relief Fund“, der nach den Terroranschlägen vom 11. September 2001 ins Leben gerufen wurde. Der Geschäftsbericht für 2011 weist Unterstützungsleistungen von über 146 Millionen US-Dollar, bei einem Gesamtumsatz von mehr als 158 Millionen US-Dollar, aus.
Die Robin Hood Foundation teilt ihre Unterstützung in vier Kategorien auf:
- Kinder- und Jugendarbeit („Early Childhood & Youth“)
- Bildung („Education“)
- Arbeits- und finanzielle Sicherheit („Jobs & Economic Security“)
- Überleben („Survival“)